# Adriana Lastra
Adriana Lastra Fernández, née le 30 mars 1979 à Ribadesella, est une femme politique espagnole membre du Parti socialiste ouvrier espagnol (PSOE).
Elle est élue députée de la circonscription électorale des Asturies lors des élections générales de décembre 2015.

## Biographie

### Origines et études
Adriana Lastra naît le 30 mars 1979 à Ribadesella dans les Asturies. Elle est la fille de Rosa Fernández, coiffeuse, et de Lorenzo Lastra, chauffeur de taxi. Le couple a quatre autres filles. Adriana Lastra est mariée.
Elle commence des études supérieures en anthropologie culturelle mais les interrompt et s'engage au PSOE.

### Membre de la direction de la FSA-PSOE à21 ans
Adriana Lastra adhère aux Jeunesses socialistes de Ribadesella en 1998, alors âgée de 18 ans. Elle en devient secrétaire générale l'année suivante et conserve cette fonction jusqu'en 2004. Liée d'amitié avec le fils de Ramón Canal, secrétaire général de la section socialiste de Ribadesella et maire de la ville entre 2007 et 2011, Lastra grimpe les échelons au sein de la Fédération socialiste asturienne (FSA-PSOE) jusqu'à devenir membre de la direction régionale du parti présidée par Javier Fernández en 2000,. Devenue présidente du comité régional des Jeunesses socialistes des Asturies en 2003, elle est chargée, au sein de la FSA-PSOE, du secrétariat exécutif aux Mouvements sociaux et aux ONG l'année suivante. Elle change d'attributions en 2008 lorsqu'elle devient secrétaire à la Politique municipale ; poste qu'elle quitte en 2012.

### Trois mandats de députée régionale
Elle se porte candidate lors des élections asturiennes de mai 2007 en concourant en troisième position sur la liste présentée dans la circonscription orientale et conduite par l'ancienne conseillère à la Culture, à la Communication sociale et au Tourisme Rosa Migoya. En obtenant 23 319 voix, la liste réalise un score de 49,29 % et remporte trois des cinq mandats en jeu, ce qui permet l'élection d'Adriana Lastra comme députée à la Junte générale de la principauté des Asturies. Elle exerce alors les fonctions de porte-parole du groupe socialiste à la commission de la Présidence, de la Justice et de l'Égalité. Elle fait la connaissance de Pedro Sánchez, alors conseiller municipal de Madrid, en 2008.

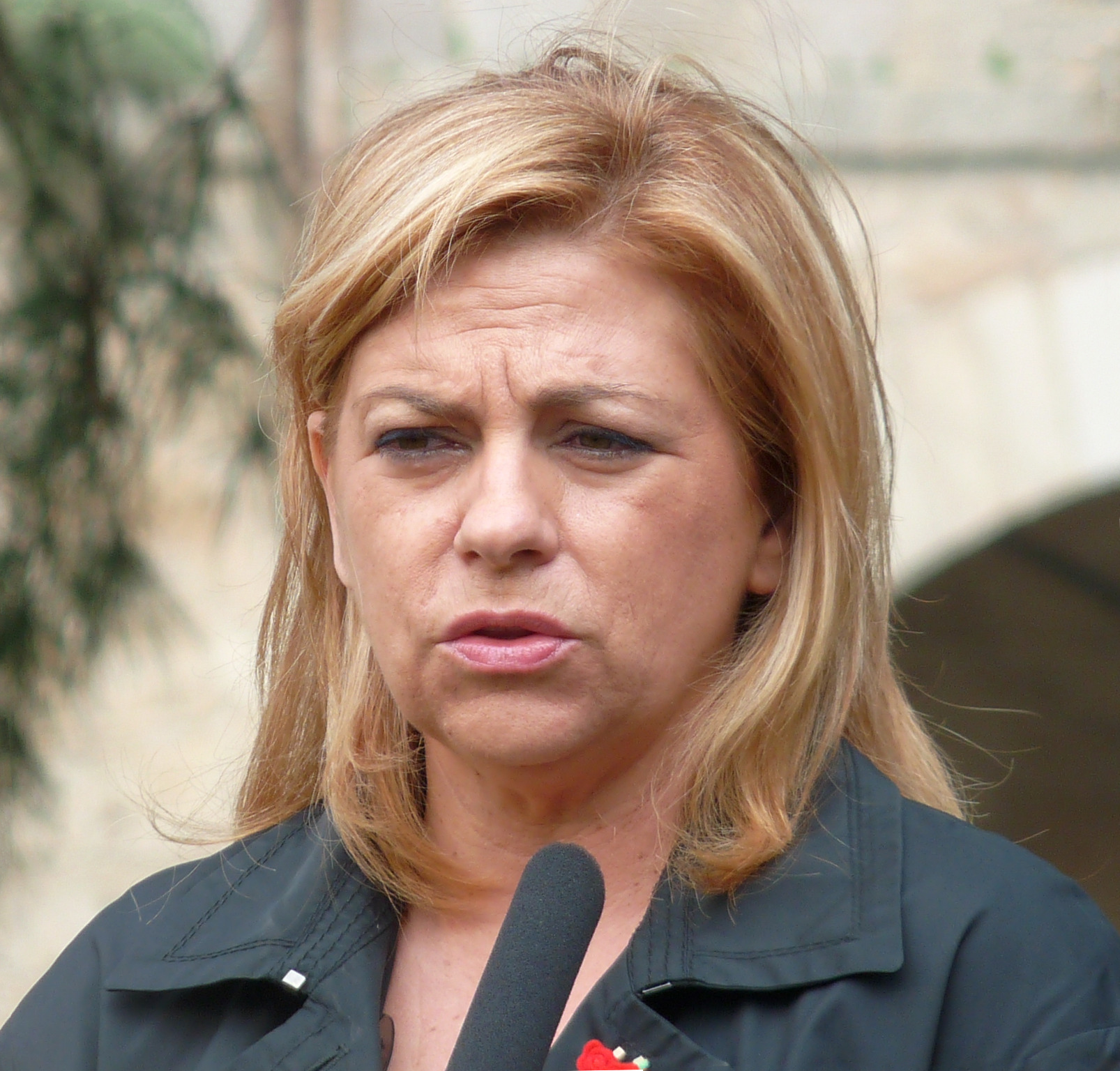
Elena Valenciano, en 2014.

Elle conserve son mandat au terme des élections régionales de mai 2011 — qui voient la victoire du Forum des Asturies de Francisco Álvarez-Cascos — après avoir été remontée à la deuxième place sur la liste électorale au détriment d'Alfonso Rey López qui perd son siège,. Lors des élections anticipées de mars 2012 faisant suite au rejet du projet de budget présenté par l'exécutif régional, elle est chargée de conduire une liste renouvelée dans la circonscription orientale et remporte deux mandats,,. Elle remplit les fonctions de secrétaire du bureau d'âge à l'ouverture de la IXe législature et vote l'élection de Pedro Sanjurjo à la présidence de la Junte générale,.
Adriana Lastra est confirmée comme secrétaire à la Politique municipale de la FSA-PSOE à l'issue du 31e congrès de septembre 2012. Elle est nommée porte-parole de son groupe à l'Égalité pendant le reste de la mandature. En décembre 2013, elle participe avec Alfredo Pérez Rubalcaba, Elena Valenciano, Purificación Causapié et Ángeles Álvarez au mouvement visant à dénoncer et refuser la polémique loi sur l'avortement présentée par le ministre de la Justice conservateur et ancien maire de Madrid Alberto Ruiz-Gallardón et qui s'achève par le retrait du projet de loi et la démission du ministre,.

### Propulsée à la direction fédérale du PSOE

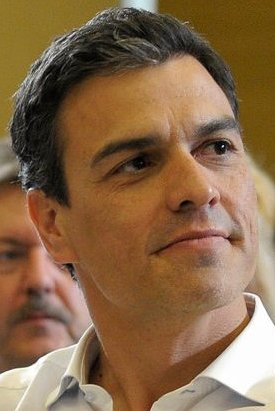
Pedro Sánchez en 2015.

Lorsque le député de Madrid Pedro Sánchez remporte les primaires précédant le congrès fédéral extraordinaire de juillet 2014 face au basque Eduardo Madina qui bénéficiait pourtant du soutien de l'appareil du parti, les « barons territoriaux » s'allient pour imposer certaines personnalités au sein de la commission exécutive fédérale afin de contrôler plus facilement l'action du nouveau secrétaire général. Adriana Lastra est ainsi choisie par la FSA-PSOE pour la représenter dans l'organe exécutif du parti au poste de secrétaire à la Politique municipale. Elle remplace ainsi l'andalou Gaspar Zarrías en place depuis le congrès de Séville de 2012 qui avait vu l'élection d'Alfredo Pérez Rubalcaba. La nomination de Lastra, celle de Javier Fernández à la présidence du nouveau conseil à l'Industrie et celle de María Luisa Carcedo comme secrétaire au Bien-être social permet à la FSA-PSOE d'obtenir trois représentants dans l'organigramme du parti,.
Dans des déclarations à la presse, elle indique que le PSOE est le « seul outil que possède [l'Espagne] contre les inégalités » et que le défi est de « récupérer la crédibilité » perdue depuis le début de la crise économique de 2008,. Elle refuse toute négociation sur la modification du système électoral avant les élections municipales de mai 2015 ; alors que le PP souhaitait l'élection du maire au suffrage direct.

### Élection au Congrès des députés
Dans un cadre de renouvellement général et d'éviction des anciens ministres et figures du parti à l'image de Trinidad Jiménez, Jesús Caldera, Manuel Chaves et Alfonso Guerra, elle est investie en première position sur la liste présentée par le parti dans la circonscription des Asturies tandis que son collègue Vicente Álvarez Areces conserve la tête de liste sur le ticket sénatorial,,. Derrière Lastra, les places sont respectivement occupées par l'ancien président de la principauté Antonio Trevín, la militante Natalia González Peláez et le maire de Laviana Adrián Barbón. Au soir du scrutin, sa liste remporte le soutien de 146 336 électeurs soit 24,84 % des suffrages et réalise le plus faible score jamais réalisé par le PSOE dans la circonscription en n'obtenant que deux des huit mandats en jeu. Élue au Congrès des députés, elle s'inscrit à la commission de la Coopération internationale pour le développement et à la commission bicamérale chargée des Relations avec le Défenseur du peuple. Elle est choisie comme porte-parole à la commission des Finances et des Administrations publiques ainsi que comme membre titulaire de la députation permanente.
Elle est confirmée pour conduire la liste de la FSA-PSOE au Congrès et conserve son mandat parlementaire à la suite du scrutin législatif anticipé de juin 2016,. Durant la campagne, elle promet d'apporter son soutien au secteur minier des Asturies en crise. Elle conserve, en outre, ses responsabilités à la commission des Finances et des Administrations publiques et à la députation permanente.

### Soutien et bras droit de Pedro Sánchez

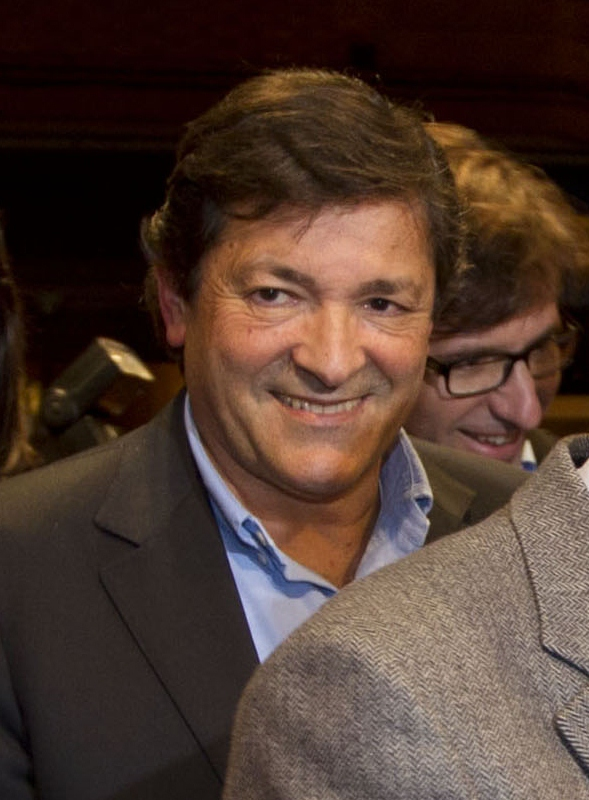
Javier Fernández, en 2012.

Elle reste fidèle à Pedro Sánchez lors de la démission de dix-sept membres de la commission exécutive fédérale en septembre 2016, critiques envers la gestion du secrétaire général et son refus de permettre un gouvernement en minorité de Mariano Rajoy,. La démission de Sánchez lors du comité fédéral — parlement interne du parti — du 1er octobre suivant et la nomination d'une direction provisoire présidée par le chef des socialistes asturiens Javier Fernández permettent de forcer l'abstention de l'ensemble des députés socialistes lors du second vote d'investiture de Rajoy le 2 novembre. Partisane d'une abstention technique de onze socialistes suffisante à investir Rajoy pour un deuxième mandat et manifestant le rejet des politiques du PP, Lastra s'abstient « par impératif » afin de ne pas contrevenir aux ordres du comité fédéral ni désobéir aux organes décisionnels du parti, à l'instar de María González Veracruz,. Elle demande la tenue immédiate d'un congrès fédéral dans le but d'élire un nouveau secrétaire général et indique que Sánchez « reste une référence pour de nombreux socialistes ». Elle prend alors ses distances avec Javier Fernández avec qui elle ne partage plus les mêmes convictions.
La direction provisoire procède à une série de changements profonds au sein du groupe parlementaire qui conduisent les partisans de Sánchez à parler de « purge ». Lastra est ainsi destituée de son porte-parolat à la commission des Finances et des Administrations publiques et placée comme simple adjointe à la commission de la Défense. Portant la parole de Rocío de Frutos, Sofía Hernanz, Zaida Cantera et Susana Sumelzo, elle critique alors le fait d'avoir été pénalisée pour avoir maintenu sa loyauté envers le secrétaire général déchu. En décembre suivant, la direction provisoire approuve une nouvelle répartition des membres de la députation permanente dans laquelle Lastra est remplacée par son collègue asturien Antonio Trevín, favorable à Fernández et à la présidente de la Junte d'Andalousie Susana Díaz,.

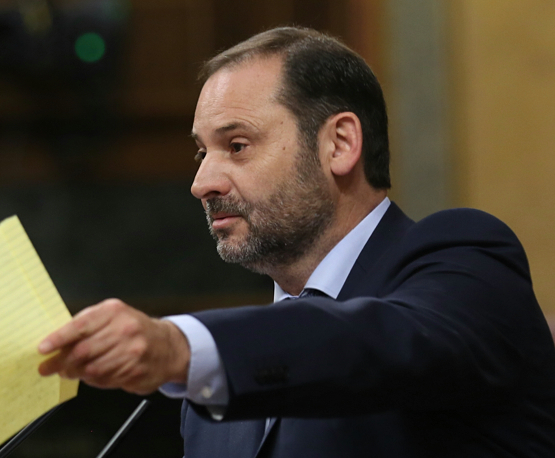
José Luis Ábalos, en juin 2017.

Adriana Lastra devient alors l'une des plus proches collaboratrices de Sánchez aux côtés du valencien José Luis Ábalos et des députés ayant voté « non » à l'investiture de Rajoy. Ce groupe le convainc de présenter sa candidature aux primaires de mai 2017 précédant le 39e congrès fédéral du parti du mois suivant. Le 28 janvier, elle participe au meeting andalou de Dos Hermanas au cours duquel Sánchez annonce sa candidature. Elle devient membre du comité de campagne,.
Lorsque Sánchez remporte aisément les primaires face à Susana Díaz et Patxi López avec plus de 50 % des suffrages, Lastra est choisie par les militants de la FSA-PSOE pour conduire la délégation asturienne au 39e congrès fédéral. Elle devient également, avec Ábalos, l'une des favorites pour occuper le secrétariat à l'Organisation du parti ; un poste confié à César Luena durant le premier mandat de Sánchez. Alors que Cristina Narbona est portée à la présidence du parti, Margarita Robles au porte-parolat du groupe parlementaire, José Luis Ábalos au secrétariat à l'Organisation et Rafael Simancas au secrétariat général du groupe au Congrès des députés, Adriana Lastra est nommée vice-secrétaire générale du parti — un poste qui n'était plus pourvu depuis Elena Valenciano en 2014 et porte-parole adjointe du groupe parlementaire socialiste, —,. Ce nouveau poste lui permet de réintégrer la députation permanente du Congrès. Elle devient membre titulaire de la délégation espagnole à l'Assemblée de l'Union interparlementaire. En novembre 2017, elle est désignée porte-parole à la commission pour l'Évaluation et la modernisation de l'État autonomique présidée par José Enrique Serrano.

### Vice-secrétaire générale du PSOE
Le 12 juillet 2021, Pedro Sánchez exécute un important remaniement de la partie socialiste de son gouvernement au cours duquel le secrétaire à l'Organisation du PSOE et ministre des Transports, des Mobilités et des Programmes urbains, José Luis Ábalos est remercié. Le président du gouvernement met également fin à la rivalité entre son directeur de cabinet Iván Redondo et la première vice-présidente et ministre de la Présidence Carmen Calvo. Alors qu'Ábalos démissionne le même jour de son poste de secrétaire à l'Organisation, Sánchez choisit le navarrais Santos Cerdán pour le remplacer, avec l'idée de mettre en place un tandem Lastra-Cerdán chargé de piloter l'organisation du 40e congrès fédéral prévu en octobre suivant,,.
Dans cette optique, Pedro Sánchez souhaite une dissociation des fonctions de porte-parole parlementaire au Congrès et de vice-secrétaire générale du parti afin de faire émerger de nouvelles personnalités et préparer les prochaines échéances électorale. Lastra est ainsi pressée de choisir et s'incline pour conserver ses fonctions de vice-secrétaire générale mais demande à Sánchez d'être officiellement et immédiatement confirmée à cette fonction afin de relativiser son remplacement comme porte-parole du groupe socialiste,,,,. Adriana Lastra est effectivement remplacée à ce poste le 8 septembre par le discret député canarien Héctor Gómez,. À Ferraz et conformément au règlement du parti en vigueur, Lastra est officiellement chargée de la représentation institutionnelle du parti et Cerdán de la relation avec les territoires ; tandis que la direction de la communication officiellement attribuée au secrétariat à l'Organisation est en réalité exercée par le vice-secrétariat général. Par ailleurs, le règlement indique que les fonctions de la vice-secrétaire générale sont « partagées ou exécutées en coordination avec le secrétariat général et le secrétariat à l'Organisation ». 
Confirmée lors du congrès de Valence en octobre, Lastra obtient la présidence de la commission du Statut des députés — un poste réservé à un député du groupe majoritaire — le mois suivant en remplacement de l'aragonaise Begoña Nasarre. Des tensions émergent cependant entre Lastra et Cerdán dès la nomination de ce dernier, notamment au sujet de la répartition des compétences. La vice-secrétaire générale est également accusée de vouloir continuer à diriger l'action du groupe socialiste au Congrès. Le nouveau règlement adopté en janvier 2022 à l'initiative de Sánchez rééquilibre les compétences de Lastra et Cerdán en faveur de la première. Celle-ci devient compétente pour « l'approbation des critères généraux de l'action parlementaire, ainsi que la décision sur les actions ou positions du groupe socialiste », établir les « lignes directrices qui orientent le fonctionnement des groupes parlementaires » et obtient le contrôle officiel de la communication du PSOE, au détriment du secrétaire à l'Organisation qui reste compétent en matière de contrôle financier, de procédures internes et de relations avec les territoires.

### Retrait de la première ligne
Le 18 juillet 2022, Adriana Lastra émet un communiqué dans lequel elle indique avoir présenté quelques jours auparavant sa démission de son poste de vice-secrétaire générale du PSOE auprès du secrétaire général Pedro Sánchez. Elle évoque une grossesse difficile que la conduit à devoir observer une période de repos incompatible avec ses fonctions et un arrêt de travail donné deux semaines plutôt qui l'avait conduite à ne pas pouvoir assister au débat sur l'état de la Nation (en espagnol : Debate sobre el Estado de la Nación). Son travail est immédiatement salué par Pedro Sánchez qui évoque une « socialiste exemplaire », le porte-parole parlementaire d'ERC — avec qui elle avait mené de nombreuses négociations, Gabriel Rufián, qui témoigne de son « énorme capacité de travail, d'empathie, d’honnêteté et humanité », et par Elena Valenciano — première femme à occuper les fonctions de vice-secrétaire générale fédérale — pour son féminisme,,.
Le motif avancé par Adriana Lastra est cependant critiqué en interne en ce qu'une grossesse ne doit pas constituer une raison pour laquelle une femme doit démissionner,. Officieusement, depuis l'arrivée de Santos Cerdán au poste de secrétaire à l'Organisation en juillet 2021 et la confirmation de Lastra et Cerdán dans leurs fonctions respectives lors du 40e congrès fédéral d'octobre suivant, la relation entre les deux dirigeants s'était détériorée au point que Sánchez souhaitait procéder, entre autres motifs — tels que la défaite des socialistes lors des élections andalouses du 19 juin, à des ajustements de la direction fédérale après l'été. La démission de Lastra conduit à ce que Santos Cerdán soit le seul dirigeant de l'équipe ayant convaincu Sánchez de se présenter lors des primaires de 2017 à rester en première ligne. Adriana Lastra est remplacée dans ses fonctions de membre de la commission exécutive fédérale par Iván Fernández, maire de Corvera de Asturias et vice-secrétaire général à l'Action politique et institutionnelle de la Fédération socialiste asturienne (FSA-PSOE), dans le cadre d'un accord entre Pedro Sánchez et Adrián Barbón ; le devenir des fonctions de vice-secrétaire générale n'étant pas encore décidé en raison de l'échec de la bicéphalie Lastra-Cerdán. Un plan visant à placer des soutiens afin de se porter candidate au secrétariat général du PSOE en cas d'échec de Pedro Sánchez lors du cycle électoral de 2023 lui est prêté par la rédaction d’El Confidencial Digital.